# Szyna adresowa

Przysyłanie sygnałów poprzez magistralę komunikacyjną.

Szyna adresowa (ang. address bus) – połączenie między jednostką centralną (CPU) a pamięcią lub urządzeniem z interfejsem typu MMIO służące do przekazywania adresów fizycznych, z których jednostka centralna będzie wykonywała odczyty lub do których będzie realizowała zapisy danych.
Liczba linii szyny adresowej determinuje maksymalną wielkość fizycznej przestrzeni adresowej, jaka może być zaadresowana w danym systemie komputerowym. Przykładowo, jeśli system ma 24 linie adresowe, to może obsługiwać do 224 bajtów pamięci, czyli 16 MiB, jak w przypadku procesora i286, a jeśli 40 linii adresowych, to 240 = 1 TiB.